# Mexiterpes fishi
Mexiterpes fishi är en mångfotingart som först beskrevs av Ottis Robert Causey 1969.  Mexiterpes fishi ingår i släktet Mexiterpes och familjen Trichopetalidae. Inga underarter finns listade i Catalogue of Life.